# Dang de Nü'er
Dang de nü'er (xinès simplificat: 党的女儿, pinyin: Dǎng de Nǚér, literalment 'La filla del partit') és una pel·lícula xinesa dirigida per Lin Nong i produïda per l'estudi de cinema de Changchun el 1958. La pel·lícula conta la història de tres dones joves i els seus quefers per tal d'establir una cèl·lula del Partit Comunista de la Xina. Juntament amb Bai mao nü, va ser una de les tres pel·lícules xineses doblades al bambara el 1964.
La pel·lícula va tindre diferents adaptacions, incloent-hi una òpera d'estil occidental anomenada La vertadera filla del partit (estrenada també el 1958), una obra (1959), i una sèrie de televisió (2011).
Cal diferenciar-la de la pel·lícula nord-coreana Una Vertadera Filla del Partit.